# Озтюрк, Нергис
Нерги́с Озтю́рк (тур. Nergis Öztürk; род. 25 мая 1980, Кандыра, Коджаэли) — турецкая актриса

 и театральный режиссёр

.

## Ранние годы
Нергис Озтюрк родилась 25 мая 1980 года в Кандыре, провинция Коджаэли, Турция, в семье электрика и армейской учительницы Фатмы Озтюрк. У неё есть старший брат — Мэтт Серхат Озтюрк. Она окончила театральное отделение факультета языков, истории и географии Анкарского университета и получила степень магистра на факультете актёрского мастерства Университета Бахчешехира.

## Карьера
С 2005 года Озтюрк снимается в фильмах и телесериалах, играет в театре. В 2009 году она стала лауреатом премий Международного антальского кинофестиваля и Аданского кинофестиваля «Золотой кокон» в категории «Лучшая женская роль» за роль Сенихи в фильме «Зависть». В 2010 году она получила театральную премию «Lyons» в категории «Лучшая комедийная актриса» за роль в спектакле «Два человека, которые это сделали».
В 2015 году Озтюрк, вместе со своим мужем-актёром Джемалем Токташем, основала «Taşra Kabare» — первый и единственный ресторан-кабаре в Стамбуле, в котором ставит спектакли и кабаре, а такие принимает в них участие, как актриса.

## Личная жизнь
С 2014 года Озтюрк замужем за актёром Джемалем Токташем. У супругов есть сын — Яман Джемаль Токташ (род. 22 января 2015).

## Фильмография
| Год       |   | Русское название                     | Оригинальное название            | Роль                 |
| --------- | - | ------------------------------------ | -------------------------------- | -------------------- |
| 2005      | с | Лихорадка Персидского залива         | Körfez Ateşi                     |                      |
| 2006      | ф | Почему убили Хадживата и Карагёза?   | Hacivat Karagöz Neden Öldürüldü? | сестра Жахан         |
| 2006      | с | Женское общежитие                    | Kızlar Yurdu                     | Ясемин               |
| 2006—2008 | с | Помни меня                           | Hatırla Sevgili                  | Айла Гюндюз          |
| 2007      | ф | В баре                               | Barda                            | Севьги               |
| 2007      | с | Чёрная змея                          | Karayılan                        | Сона                 |
| 2009      | ф | Зависть                              | Kıskanmak                        | Сениха               |
| 2010      | ф | Кассир                               | Gişe Memuru                      | Нургюль              |
| 2010      | ф | Карусель                             | Atlıkarınca                      | Севиль               |
| 2010—2011 | с | Врачи                                | Doktorlar                        | Диренч Курт          |
| 2011      | с | День превратился в вечер             | Gün Akşam Oldu                   | Бельгин              |
| 2012      | ф | Внутри                               | Yeraltı                          | Фахише               |
| 2012—2014 | с | Каждый брак заслуживает второй шанс  | Böyle Bitmesin                   | Ниса Языджи          |
| 2013      | ф | Долгий путь домой                    | Eve Dönüş: Sarıkamış 1915        | госпожа Гюль         |
| 2017      | ф | Красный Стамбул                      | İstanbul Kırmızısı               | полицейский детектив |
| 2017      | ф | С кем ты танцуешь?                   | Sen Kiminle Dans Ediyorsun?      | Айфер                |
| 2017      | с | Это не в счёт                        | Bu Sayılmaz                      | Мелек Сайылмаз       |
| 2018—2019 | с | Дворик                               | Avlu                             | Зеррин Шахин         |
| 2020      | ф | Красный снег                         | Kar Kırmızı                      | прокурор             |
| 2020      | ф | Аромат                               | Fragrance                        | Ильхан               |
| 2021—2022 | с | Правосудие                           | Yargı                            | Седа Гёкмен          |
| 2022      | ф | Берген                               | Bergen                           | Надире               |
| 2022      | с | Полночь в отеле Пера Палас           | Pera Palas'ta Gece Yarısı        | Элени                |
| 2023      | ф | Любовь — обязательное предназначение | Sevda Mecburi İstikamet          |                      |
| 2023      | ф | Запах                                | Koku                             |                      |
| 2023—2024 | с | Личность                             | Şahsiyet                         | Мерьем               |
|           | ф | Это вообще что?                      | O Da Bir Şey Mi?                 | Айнур                |
|           | с | Земля красивых лошадей               | Güzel Atlar Diyarı               | Ханзаде              |